# 鳥取だらずプロレス
鳥取だらずプロレス（とっとりだらずプロレス）は、鳥取県を中心に活動している社会人プロレス団体。

## 概要
1999年から活動している学生プロレス団体「闘強士火プロレス」出身で歯科医師の古川清暁と橋本康平が2012年に設立。地域貢献、地域発展、鳥取県の認知度向上を目指している。このため、テレビ、新聞、一般マスコミで取り上げられる機会も多い。興行はほとんどが地域のイベント、お祭り、学園祭での試合であり自主興行がビックマッチになっている。自主興行は境港夢みなとタワーとパープルタウンが多い。
旗揚げ当初は松江だんだんプロレスの協力でリングを借りていたが、2014年5月5日にバッファローが入団して大阪プロレスのリングを購入したため、道場には松江だんだんプロレスが所有する2つのリング、自前のリングで計3つのリングがある。
2013年10月、NHKの番組「全国あまちゃんマップ あなたの街おこしキャンペーン」で全国放送された。

## 歴史

### 2012年
2012年1月、米子市蚊屋に道場を設立し4月29日に米子しんまち天満屋「てんまやホール」にて旗揚げ戦を行った。橋本康平の別の姿である珍獣サンダー・ライガーが木谷康祐のデビュー戦を務め、山口謙吾、木谷康祐がデビューした（牛骨ラーメンマン、怪人ラクダ男も同様にデビュー）。メインイベントでは山陰両県の統一チャンピオンベルトであるSWA認定山陰統一選手権試合が行われ、松江だんだんプロレスのミステリコ・ヤマトと鳥取だらずプロレスのGが対戦してGが勝利。初代山陰統一選手権者となった。また、山陰プロレス大賞におけるベストバウトを獲得。
6月10日、米子コンベンションセンターにて「バランス祭り2012」内バラカクが開催され、矢野俊治、DAISENがデビューした。メインイベントでは大日本プロレスの関本大介選手が参戦した。G、DAISEN、梟雄（OPG）と対戦（パートナーはミステリコ・ヤマト、不昧Koou）。
8月18日、BSS認定マンガ王国とっとりタッグチャンピオンシップ選手権試合が皆生海浜公園皆生サマー☆ンガフェスティバルで行われ、ガイナタイガー、木谷康祐組が初代BSS認定マンガ王国とっとりタッグチャンピオンとなった（対戦相手は山口謙吾、矢野俊治）。
12月2日、年内最終興行「ダラズマニア」を開催。「鳥取 vs 全国」と題し、他県出身の選手としのぎを削った。

### 2013年
3月20日、鳥取県立米子産業体育館で大日本プロレス、鳥取だらずプロレス、松江だんだんプロレス合同興行「3D」（それぞれの団体の頭文字Dをとった）が開催された。バルドルがデビュー。またSWA認定山陰統一タッグ選手権試合が行われ、木谷康祐＆ガイナタイガー組が初代王者となった。
5月5日、中部初進出となる「パータン炎上」が倉吉市倉吉パープルタウンパータン広場で開催された。同大会メインイベントSWA認定山陰統一選手権試合、珍獣サンダーライガーVSGは山陰プロレス大賞でベストバウトを獲得。5月26日、全国植樹祭記念大会「パティオでドン！」にてDAISUKEがデビュー。7月20日の松江だんだんプロレス興行「天神ビアガーデン大会」にて絶対王者と言われたGが山陰統一王座の防衛に失敗。
8月4日、打吹祭りでは大阪プロレスのブラックバファローが参戦。鳥取への熱い郷土愛を爆発させた。9月22日には松江くにびきメッセにて大日本プロレス、鳥取だらずプロレス、松江だんだんプロレス合同興行「3D」が再度開催された。
11月4日、「パータン炎上2」では西口プロレスの小橋太っ太、棚ボタ弘至が参戦。メインイベントではGが珍獣サンダーライガーを裏切りヒールターン。山口謙吾、矢野俊治、木谷康祐、ラウザとの共闘を宣言。正規軍と対立。
12月15日、「ダラズマニア2013」のメインイベントではGは今までの赤や緑ではなく金のコスチュームで登場し軍団名を「Ecstasy Of Gold」と名付けた。試合中に珍獣サンダーライガーのマスクが破られたが、マスクの下にはペイントした「鬼珍ライガー」が登場。Gを実況机にパワーボム葬した。

### 2014年
2月9日、てんまやホール。矢野&山口組がタッグベルトを奪取。2013年の11月に木谷がSWAシングル王者となっていたため、これによりベルトをEOGが総取りの状況となった。同大会で元タッグパートナーのガイナタイガーを沈めた木谷は続く4月20日の広瀬町「イノウエボンバイエ」メインイベントでも松江だんだんプロレスALLマイティ井上を下して絶好調。
5月4日、さんいんまちなかAlwaysではマツモトカズマサがデビュー。
5月5日、「パータン炎上3」では大阪プロレスを退団した元ブラックバファローが鳥取だらずプロレスへの入団を発表。リングネームは「因幡のバッファロー」として先駆舎との2団体所属となった。また同大会では松山勘十郎、タコヤキーダーも参戦。メインイベントでの正規軍への暴行を因幡のバッファローが救出。
6月29日、てんまや大会で正規軍の一員として戦うことを表明。6月8日は初の大山での興行（豪円湯院大会）、6月21日、イオン日吉津と興行が続き、6月29日、米子しんまち天満屋駐車場特設会場にて「因幡のバッファロー」がデビューした。デビュー戦はEOGの介入によってパートナーの珍獣サンダーライガーが敗北。試合後、因幡のバッファローが8月3日の打吹公園祭りでの再戦を要求、EOGはそれを受諾。
7月27日、米子、7月29日、鳥取で行われるプロレスリング・ノアの興行に鳥取だらずプロレスの因幡のバッファローとして参戦することを発表した。そして27日のNOAH米子コンベンションセンター大会には鳥取だらずプロレスの選手として木谷康祐、因幡のバッファローが参戦。ノアのリングで原田大輔、クワイエットストーム組と戦った。
9月23日、北栄町青山剛昌ふるさと館大会にてヨウスケがデビュー。10月19日には東部初進出となる鳥取市鳥取バードハット「Rock Up!」大会が地元のバンド「NO ESCAPE」ら有志によって開催され、サムライTVの取材も受けた。
11月2日は、とりアート（鳥取県総合芸術文化祭）の一環として「鳥取だらずプロレス in 闘梨アート」が倉吉未来中心にて行われ、300円の入場料があったものの、観衆330人超満員札止めとなった。スペシャルシングルマッチとして棚ボタ弘至VS中邑珍輔が行われ、動画サイトでの再生回数が飛躍的に上がった。セミファイナルではSWAタッグ王座がDAISUKE、バルドル組に移動。メインイベントでは珍獣サンダーライガーとGの”マスカラ・コントラ・マスカラ”（敗者マスク剥ぎマッチ）が行われ、Gが勝利したことにより珍獣サンダーライガーは橋本康平となり再出発することとなった。また度重なるEOGの介入とメインイベント後のGの態度に怒った因幡のバッファローがGとのシングルマッチを要求。「ダラズマニア2014」のメインイベントでシングルマッチを行うこととなった。11月3日は米子映画事変にて興行。11月30日はWINS米子での興行。選手の予想馬券を販売。
12月14日、「ダラズマニア2014」第1試合は珍獣サンダーライガー改め橋本康平としての再デビュー戦を行った。セミファイナルでは第3代SWA王者木谷がラウザに敗北。ラウザはこれを機にベビーフェイスへと転向した。メインイベントではGと因幡のバファローの一騎討ちが実現。Gは珍獣サンダーライガーからはぎ取ったマスクを掲げて入場した。試合はレフェリーのブラインドをついてのプラスチックボックス攻撃からのエメラルドフロウジョン2連発でGが因幡のバッファローからピンフォールを奪った。試合後、EOGを蹴散らしたのは謎の大男。棚ボタ弘至がマネージャーとして次回てんまや大会でのEOG打倒を宣言した。

### 2015年
2月15日、てんまやホールで行われた。「だらずファン感謝デー」と題し、試合前のコスチューム撮影会やサインボール投げなど通常の試合だけでなくファンを楽しませる内容となった。ファン投票の結果が発表され、4位は因幡のバッファロー、3位はG、2位がヨウスケ、1位が棚ボタ弘至であった。また藤原卓也、大塚りんの両選手が鳥取だらずプロレスの所属になることが発表された。試合は橋本が山口を下し、EOGを連続撃破。メインイベントでは謎の大男、豪円山武蔵がデビュー、因幡のバッファローのアシストを受けながら豪快なパワー殺法で木谷からピンフォールを奪った。
3月21日、てんまやホール大会では2015年入門組のJADE（ジェイド）、セーフティこうきがデビュー。セーフティこうきのリングネームはNHK鳥取「るーと√High↑2」にてマンボウやしろが名付けたリングネーム。デビュー戦はJADEの勝利。続く試合ではEOGが大塚りんをヒール軍へ入団勧誘。拒否する大塚りんを襲撃するも、豪円山武蔵が救出。次回大会での豪円山武蔵　VS Gのシングルマッチが決定。前回の大会でタッグチームを結成した藤原卓也・ガイナタイガー組は矢野・山口を下し、次期SWAタッグ挑戦権を得る。メインイベントではラウザがマツエデラックスを下し初防衛に成功。次回防衛戦の相手に橋本康平を逆指名した。橋本は「時は来た！矢野を倒し、山口を倒し、井上を倒し、次は山陰一強いラウザを倒しチャンピオンになってGを倒して、ライガーのマスクを取り戻します」とマイク。次回大会での橋本康平VSラウザのタイトルマッチが決まった。
4月29日、倉吉パープルタウンにて3周年記念興行「パータン炎上4」が開催された。セーフティこうきは第1試合でJADEへの借りを返し初勝利。豪円山VSGは大塚りんの裏切りによりGが勝利。大塚りんのE.O.G入りが発覚した。セミのSWAタッグタイトル戦ではDAISUKE・バルドル組が藤原卓也・ガイナタイガー組を下し2度目の防衛に成功。メインのSWAタイトル戦ではラウザが橋本を下し2度目の防衛に成功した。試合後、ラウザが挑戦者を募り、ALLマイティ井上が挑戦を表明するも、返答前にE.O.Gが襲撃。正規軍との大乱闘になるがリング上はE.O.Gが占拠。負けた橋本にE.O.G入りを条件にライガーの復活を迫る。悩んだ末にライガーのマスクをかぶる橋本。スーパー珍獣サンダーライガーとしてE.O.G入りする。大ブーイングの中E.O.Gがだらずダーで興行を締めた。
6月21日、4年ぶりに八頭町、郡家ドームに「やず☆わったいな大会」が行われ藤原卓也が凱旋興行。同大会でCOW佐伯がデビュー。注目のヒールターン後のスーパー珍獣サンダーライガーはE.O.Gの面々とリング上でドラムをたたいて歌ったり、ダイナマイト門脇の頭をバリカンで刈ったり、カラーコーンで攻撃したりとやりたい放題。最後はGへ凶器攻撃を誤爆。門脇に勝利を献上した。メインでは因幡のバッファロー、ラウザ組を藤原、ガイナ組が丸めこみ勝利。凱旋興行を勝利で飾った。
7月5日、「パータン炎上5」セミファイナルではSWAタッグ選手権試合が行われ、王者組（DAISUKE＆バルドル）が3度目の防衛に失敗。ALLマイティ井上＆マツエ・デラックス組が第5代王者に。メインイベントでは因幡のバッファロー＆豪円山武蔵 vs G＆スーパー珍獣サンダーライガーが行われた。花道での奇襲から始まり凶器攻撃や介入などでペースをつかむが終盤のバッファローの猛攻撃。Gとライガーの誤爆もあったが、アシストを受けた椅子攻撃からの垂直落下式ブレーンバスターでライガーがバッファローから勝利した。試合後、誤爆があったライガーとGが揉めて、Gがライガーを残して退場。バッファロー、ライガーへ正規軍にもどるよう説得。ライガーはマスクを脱ぐと見せかけて襲撃。E.O.Gメンバーも入り大乱闘に。怒りの収まらないバッファローはライガーとの一騎討ちを要求。
8月2日、白鳳祭、打吹祭りのダブルヘッダー。14時半から白鳳祭が開催。地元でCOW佐伯が初勝利を飾った。メインイベントではE.O.Gが勝利するも、打吹祭りメインでの同カードをバッファローが要求。打吹祭りのメインイベントは同カードでバッファロー組が勝利した。
8月22日、もちがせふれあいフェスティバルで空位になったまんが王国とっとりタッグタイトルマッチが行われ、藤原卓也＆ガイナタイガー組が第5代王者となった。
8月23日、北栄砂丘祭りで武藤敬司がスペシャルゲストとして来場。トークでお客を楽しませた。メインイベントでは急遽ライガーが参戦し、足りない人数を武藤敬司のエキスを吸った「グレートボタ」が登場。試合をかき乱した。しかし、最終的に武藤敬司パワーみなぎる試合となり、珍獣ライガーがグレートボタを下した。
9月13日、広瀬町民体育館で大日本プロレス、松江だんだんプロレスとの合同興行「3D」で木谷康祐がメインイベントで有刺鉄線ボードマッチに挑戦。
10月12日、「コナン」つながりで滋賀県湖南市で出張試合を行う。大人の修学旅行を楽しんだレスラー達であった。
10月25日、ばえん祭＠倉吉パープルタウン、メインイベントでスーパー珍獣サンダーライガーが因幡のバッファローのマスクを破りセコンド介入して勝利。怒りのバッファローはダラズマニアでの一騎討ちを、しかもマスカラコントラマスカラで要求。ライガーも承諾。そこにGが割って入り、敗者はそれぞれのユニットを追放する条件を追加。敗者マスク剥ぎマッチ＆追放マッチという過酷な形式になった。
11月8日、初開催となるホープタウンでの大会が開催された。木谷、G、ライガー vs セーフティこうき、JADE、COW佐伯の試合中、木谷がG、ライガーを裏切り凶器攻撃。ライガーにデスバレーボム。COW佐伯が抑えて試合が決着した。試合後、木谷はE.O.Gを離脱し、JADE、COW佐伯と新軍団を結成することを宣言した。怒りの収まらないGはダラズマニアで木谷の新軍団とE.O.Gとの試合を要求。
12月13日、倉吉パープルタウンで「ダラズマニア2015」が開催された。木谷は新ユニット「Cual quiera」を立ち上げた。E.O.Gとの試合では矢野俊治の墨汁攻撃からマツモトカズマサのパウダー攻撃で負けてしまったものの、ユニットは観客の支持を集めた。セミファイナルではマンガ王国タッグを”スターチェイサー”ガイナ＆藤原組が2度目の防衛。クアルキエラがリング上で来年のタッグトーナメント開催を提案した。メインイベントではスーパー珍獣サンダーライガーと因幡のバッファローのマスカラコントラマスカラが行われた。試合開始早々、E.O.Gが乱入、正規軍と乱闘になり試合はノーコンテストに。延長戦はE.O.Gの乱入でライガーが反則負けに。E.O.Gは抗議するが、ライガーはマスクを脱ぎ、バッファローに1対1の男の勝負を望む。結果はラリアット連打でダウンカウント10で橋本のK.O負けとなった。また同大会を最後にJADEが退団。

### 2016年
1月11日、米子市観光センターで大会があり、昨年にクアルキエラが提案した「だらず最強タッグトーナメント」が開催された。優勝候補の珍獣ライガー・因幡のバッファロー組は一回戦敗退。矢野山口が準決勝に進出した。セミファイナルでセーフティこうきに勝利したCOW佐伯はこうきをクアルキエラに勧誘するも、セーフティは修行に出るとひとこと言い残して会場を去った。メインではDAISEN・豪円山組に”スターチェイサー”ガイナ・レイファルコン組が勝利、準決勝に進出。休憩時間に橋本康平が登場し、リング上でだらずプロレス退団を発表、新団体”プロレスリングKASSAMA”旗揚げを発表した。
2月14日、てんまやホールにて去年に引き続き「だらずファン感謝デー」が行われた。好評だったコスチューム撮影会やプレゼントなどの企画も行われた。前回の興行で抽選した試合が2試合行われた。第3試合では鬼珍ライガーとグレートDKなる謎の選手が不穏な試合を見せ、マスクをはがされた鬼珍ライガーがDKにバリカンで頭を刈られ、カドワキは2015年6月の八頭での復讐を果たした。休憩時間中にファン投票の結果が発表された。投票総数634票。9位COW佐伯、バルドル、G、8位矢野俊治、7位棚ボタ宏至、6位珍獣サンダーライガー、5位DAISUKE、4位ガイナタイガー、3位ラウザ、2位木谷康祐、1位因幡のバッファローであった。「だらず最強タッグトーナメント」の1回戦が開催され、ラウザとエル・セグリダードがDAISUKE・バルドルを下し、準決勝進出。メインイベントではクアルキエラとEOGの因縁の対決が行われ、20分を超える死闘の末、木谷がGにピンフォール勝ち。準決勝進出を決めた。
3月21日、米子市観光センター、だらず最強タッグトーナメントの準決勝、決勝戦が行われた。決勝進出を決めたのは矢野山口を下したクアルキエラとスターチェイサーを下したメキシコの疾風。休憩前に行われた第3試合では凶器持ち込み時自由のSWA認定山陰統一選手権挑戦権をかけた戦いが行われた。4月から無期限休養に入る怪人ラクダ男ことオーソチンエイリースが参戦。リング上は銃弾やバイクが飛び交う危険な試合となったが、Gが挑戦権を獲得した。決勝戦はだらずプロレス史上最長の試合となり、27分15秒、木谷康祐・COW佐伯のクアルキエラが優勝した。試合終了後、エル・セグリダードがマスクを脱ぎ、セーフティこうきであることが判明。そこにGが登場。こうきをEOGに勧誘するがこうきは拒否。Gは5.1でセーフティこうき負けたら即EOG入りマッチを勝手に決定。木谷康祐の呼び掛けに応じてALLマイティ井上が登場。5.1メインイベントでのSWA認定山陰統一タッグ選手権試合が決定。
5月1日、倉吉パープルタウンにて鳥取だらずプロレス4周年記念興行「パータン炎上6」が行われた。第1試合は豪円山の欠場により急遽3WAYマッチに変更。DAISENが圧倒するもライガーの袖の下で再再試合までもつれ込み、軍団ひとりが勝利。第2試合はセーフティこうき負けたら即EOG加入マッチ。こうきの連れてきたパートナーはDAISUKE、ガイナタイガー。マツモトカズマサ、Gは助っ人を探すも、出てきたのは棚ボタ弘至。EOG入りをアピール。試合は棚ボタがこうきに負け、こうきのEOG入りは回避。試合後のマイクでG・マツモト組がガイナタイガー・レイファルコンのもつ「マンガ王国とっとりタッグ」ベルトに挑戦を表明した。
6月5日、境港での王座戦が決定。メインイベントはSWA認定山陰統一タッグ選手権試合。試合中レフェリー失神の間にDAISUKEが乱入、門脇にBTボム、井上にロックボトムを食らわせた。最終的にCOW佐伯がダイナマイト☆カドワキを押さえ、第7代王者が2度目の防衛に失敗。COW佐伯・木谷康祐組が第8代王者となる試合後DAISUKEがクアルキエラに加入を表明。試合後のマイクで井上・門脇組が再戦要求、6月5日境港でのリマッチを承諾。「ウノ、ドス、トレス、クアルキエラ！」で興行を締めた。
6月5日、境港ゆめみなとタワーで初の境港大会が開催された。マンガ王国とっとり王座戦はG&マツモトカズマサが王座を奪取。地元に錦を飾った。セーフティこうき試練の七番勝負が始まり、初戦の相手は因幡のバッファロー。健闘むなしく敗戦した。SWAタッグタイトルマッチではクアルキエラが王座陥落。再びタッグベルトは松江に移動した。メインのマツエデラックスvs山口謙吾は壮絶な死闘となり、EOG総出のセコンドもむなしく山口は敗戦。試合後にGがマイクで嗚咽を漏らし、だらずプロレスメンバーに王座奪還の叱責。
7月3日、皆生観光センター、セーフティこうき試練の7番勝負2戦目はラウザ。敗戦するが、ラウザは7番勝負の中で1勝でもできたらタッグベルトに挑戦しようと共闘を示唆した。メインではクアルキエラがフルメンバーで初登場。因幡のバッファローを相手に挑発を続け、最後は金的からの丸めこみでバルドルを料理。クアルキエラの勢いを象徴する大会となった。7月17日は由良台場祭りでセーフティこうき7番勝負はvsG、敗戦。メインではクアルキエラフルメンバーと正規軍の一戦。正規軍が勝利し借りを返した。7月30日は青谷夏祭り。田中隆介がデビューした。セーフティこうき7番勝負はvs棚ボタ、敗戦。8月7日は打吹祭り。セーフティこうき7番勝負はvs豪円山武蔵、敗戦。8月16日は江府町江尾17夜前夜祭（大雨）。セーフティこうき7番勝負はvs矢野俊治、敗戦。8月20日は福祉の里祭り。セーフティこうき7番勝負は最終戦vsCOW佐伯、新技のレッドアイで辛勝。ラウザの働きかけで翌日の北栄砂丘祭りでタイトル戦が決定。
8月21日、北栄砂丘まつり。クアルキエラに助っ人として参加した棚ボタは「どっちでもいい」を連発した結果敗北。セミのSWAタッグタイトル戦ではセーフティこうき、ラウザ組が勝利し、タッグベルトを鳥取に奪還。メインイベントはザ・グレートカブキ選手が参戦。Gもカブキハーフマスクでリスペクトを表現。毒霧からのラリアットで矢野俊治を沈めた。
9月18日、青山剛昌ふるさと館でメインイベントに迷探偵タナンくんが登場。豪円山武蔵が殺され、犯人を探すも失敗だらけ。真犯人のマツモトカズマサが登場し、ライガーを射殺。殺された豪円山が蘇り、タナン君をぶつけてハッピーエンドとなった。9月25日はJUマイカーフェア大会、ホープタウンにて行われた。マンガ王国タッグタイトル戦はDAISUKEが急所攻撃からの丸めこみで勝利。つづくメインイベントではエニィウエアバトルロイヤルが開催され、優勝賞品として車が提供された。ホープタウン店内をくまなく暴れまわり、最終的にGかCOW佐伯を車の上でエメラルドフロウジョンで3カウントを奪った。試合後、Gが打倒クアルキエラを宣言。
10月2日、八頭道の駅はっとう大会で原口知弥がデビュー。メインのバトルロイヤルでは原口が棚ボタから初勝利を飾った。10月9日は肉フェス＠YAJINスタジアムの中で大会が開催された。初のガイナーレ鳥取とのコラボである。試合ではガイナーレ鳥取のGM岡野雅行がEOGの凶器攻撃やゴムパッチンを受け、場内は歓声に包まれた。そしてメインイベントでは数珠つなぎブレーンバスターに参加。ガイナタイガー組が勝利した。
10月25日、米子映画事変大会では松山勘十郎（大衆プロレス松山座）が参戦。珍獣ライガーとタッグを組み、大塚りん、G組と対戦した。セミファイナルではクアルキエラVSEOGが組まれ、クアルキエラが勝利したが、試合後にGが凶器を持って乱入、クアルキエラを襲撃した。メインイベントではマツエデラックスと因幡のバッファローが6人タッグながらも対決。終始マツエデラックスペースで試合は進み、勝利した。試合後に因幡のバッファローはダラズマニアメインイベントでのSWAシングルへの挑戦を表明するが、マツエデラックスは「プロなのに大した事ねえな」と挑戦宣言を一蹴。挑戦を認めなかった。一方、ガイナタイガー、レイファルコンはセーフティにダラズマニアでのタイトル戦を要求。セーフティはこれを快諾した。
10月28日と29日、高円寺フェスに参戦。鳥取県のPR試合を行った。
11月27日、松江イングリッシュガーデンで行われた松江だんだんプロレスの興行に因幡のバッファローが乱入。マツエデラックスを襲撃し、ダラズマニア2016での山陰統一選手権挑戦を認めさせた。
12月4日、境港ゆめみなとタワーにて「ダラズマニア2016」が開催された（2度目の有料興行であったが観衆300人超えを果たした）。第1試合は原口vs宇津宮の山陰学生プロレスラー最強決定戦が行われた。結果は宇津宮の勝利。第2試合は3WAYマッチ、棚ボタ、大塚、DAISENの試合であったが、棚ボタの提案で「鳥取だらず女子プロレス」として行われ、キューティータナ、リサ・DAISEN・ステッグマイヤーが登場した。第3試合ではOPGvsだらずプロレスの対抗戦が行われ、珍獣サンダーライガーがOPGの西江を垂直落下葬。OPGJrタイトル防衛へと弾みをつけた。第4試合はクアルキエラvsEOGの試合。Gがエメラルドフロウジョンを決めたのちにクアルキエラがレフェリーを排除。凶器で左足を破壊。EOGが救出したが山口が確信犯的ハイキックの誤爆、矢野が裏投げ、マツモトがPKをGに叩きこみ、退場。孤立したGはクアルキエラの総攻撃を食らい、ピンフォール負け。DAISUKEがGのマスクをはがし、ハサミで切り裂いた。クアルキエラはGを踏みつけて勝ち名乗り。素顔になったGは嗚咽を漏らしながら大塚りんと退場した。セミファイナルではSWA認定山陰統一タッグ選手権試合が行われ、王者ラウザ・セーフティこうき組がレイファルコン・ガイナタイガー組の挑戦を退けた。メインイベントではSWA認定山陰統一選手権試合、王者マツエデラックスVS挑戦者因幡のバッファローが行われた。試合は場外での椅子攻撃に始まりテーブルクラッシュもあり20分を超える死闘の末、マツエデラックスがトップロープからのデラックスプレスで勝利。マツエデラックスがベルトを掲げた時、Gのテーマと共に足を引きずりながらマスクを破られたGが入場。リング上で3月に獲得した山陰統一選手権挑戦者権利書を使用。マツエデラックスも承諾し、特別試合SWA認定山陰統一選手権マツエデラックスvsGが開始。お互いに手負いの状態ながらマツエデラックスは大技を連発。とどめを狙うデラックスをGがトルネードクラッチで丸めこみ、3カウント。Gが第6代山陰統一王者となった。納得のいかない松江だんだんプロレス勢はレフェリーに猛抗議するも判定は覆らず。Gが2016年のダラズマニアをだらずダーで締めた。

### 2017年
1月8日、鳥取県中部地震復興大会が倉吉パープルタウンで開催された。第一試合は田中隆介が久しぶりの登場、敗戦するも続く第2試合で棚ボタの指示により大塚りんを襲撃。大塚りんをピンチから救ったのはレイファルコンであった。試合後、レイファルコンに諭され、リング上でキス＆ハグ。「Gごめんな！」と言葉と竹刀を残して正規軍入りした。木谷、乱魔組はSWAタッグタイトルに挑戦表明。3/5で挑戦が決まった。メインイベントはALLマイティ井上とGの1戦。攻めダルマと化した井上だったが、Gのランニングエルボーの連発に沈んだ。試合後、元EOGとクアルキエラがGを強襲。ライガーとバッファローが救出に。「また一緒にやろう」とのライガーの呼びかけにGは無言で立ち去った。
3月5日、3回目となる「だらずファン感謝デー」が米子市観光センターで行われた。信彦がデビュー。世代別の対抗戦が行われたが、クアルキエラの暴走によりレフェリーの翔ちゃんがDAISUKEに襲われるもバルドルが救出。COW佐伯にも因縁をつけられたバルドルは襲撃されるもDAISENが救出。DAISENとの新生「ダイバル」で対ｸｱﾙｷｴﾗをぶち上げた。メインイベントではSWAタッグタイトル戦が行われ、セーフティが挑戦者組の猛攻に耐え、丸めこみで勝利した。試合に介入していた矢野山口が試合後ｸｱﾙｷｴﾗ入りを表明。集合したところにGが襲撃、クアルキエラとのシングルマッチでの決着をアピールした。
5月3日「パータン炎上7」が倉吉パープルタウンで開催。第1試合に登場したGは信彦を無道でくだす、試合後に木谷が現れ5周年大会でのタイトル挑戦を表明、Gが快諾するも背後から椅子で奇襲した。大塚りんVSキューティータナの試合は大塚りんのドーピング負け。スターチェイサーはCOW＆DAISUKEのもつマンガ王国タイトルに挑戦表明、3WAYでのタイトル戦が決まった。メインイベントでは因幡のバッファローがマツモトカズマサにシングルを要求。5周年大会でのスペシャルシングルマッチが決まった。
5月14日、赤穂地区体育館にて赤穂小学校金管バンドクラブとのコラボイベントが行われた。
5月28日、境港夢みなとタワーで「5周年記念興行」が行われた。第1試合では小橋英明が復帰。第2試合ではキューティータナが大塚りんと引退と髪の毛をかけて戦ったが、大塚りんが秒殺。キューティー棚が引退した。まんが王国鳥取3WAYタイトル戦はCOW＆DAISUKEが防衛。因幡のバッファローとマツモトカズマサのシングルマッチではバッファローの勝利に終わり、「迷わず進め」とマイク。SWAタッグ戦では矢野俊治がファイヤーバードスプラッシュでタイトル奪取。メインイベントのSWAタイトル戦はクアルキエラの介入もあったが、Gがタイガードライバー‘91を放つも丸めこんで木谷の勝利。クアルキエラがタイトルを総取りした。失意のGに因幡のバッファローと珍獣ライガーが正規軍へと勧誘、しぶるGの前にマツモトカズマサが現れた。Gはマツモトを張り手、包容し、正規軍に戻ることに。8月3日プロレスリングFREEDOMS後楽園ホール大会に因幡のバッファロー、ガイナタイガー、Gの3人で参戦することを発表。6月30日ドラゴンゲート米子大会にセーフティこうきと因幡のバッファローが参戦。
7月中旬香味徳由良で記者会見が行われ、木谷康祐がSWA次期挑戦者決定トーナメントの開催を発表。参加条件はSWAシングルタイトル未挑戦者のみ。参加者はバルドル、レイファルコン、DAISEN、信彦、原口、佐伯、セーフティ、豪円山の8人。
7月29日、青谷夏祭りでは田中隆介がバトルロイヤルで登場。
8月3日、プロレスリングFREEDOMS後楽園ホール大会「プロレス戦国時代群雄割拠其の一」において鳥取だらずプロレスとプロレスリングFREEDOMSとの対抗戦が行われた。マンモス佐々木、杉浦透、GENTARO組VSガイナタイガー、因幡のバッファロー、G組が対戦し8分38秒フェイスロックでGがGENTAROに敗れた。鳥取だらずプロレスは試合後に再戦を要求。
8月6日、打吹祭り。SWA次期挑戦者決定トーナメント1回戦はレイファルコンが勝ち上がる（vs豪円山）。DAISEN＆バルドル組がまんが王国とっとりタッグを獲得。昨年からの因縁を晴らした。メインイベントでは天神川に突っ込みびしょぬれになり、最終的に信彦が「小林信彦」になることでオチがついた。8月19日ZEROスポーツ夏祭りは久しぶりの鳥取市での大会となった。8月20日北栄砂丘祭り。トーナメントはCOW、セーフティが勝ち上がった。第三試合ではDAISUKEの椅子攻撃で信彦が大流血した。メインイベントは大仁田厚が出場。だらずプロレスを大いに盛り上げた。
8月26日、福祉の里まつりでは「ドキッ真夏の大行水！謎のシベリア超特急マッチ」が行われ、リング上に多数の氷、ステージ上にプールが置かれ、阿鼻叫喚のみずびだしの試合となった。最終的に「真面目プロレス」の「プル中野」がライガーをダイビングギロチンドロップで沈めた。9月3日は初の「森の国フィールドアスレチック」で行われた。トーナメントは信彦が原口に勝利。これがシングル初勝利となる。メインイベントではエニィウエアマッチがタイトル戦として行われ、43分29秒で木谷はライガーを下し初防衛に成功した。9月9日は米子消防署との「救急の日」啓発活動で一日救急隊長を任命。9月17日は4度目の「3D」大会、広瀬町総合体育館で行われた。9月24日由良台場まつり では信彦がCOW佐伯をレフェリーストップで、セーフティこうきがレイファルコンをゆりかもめで下し決勝進出。メインイベントでは珍獣ライガーがパチスロをやりすぎて北斗神拳を伝承し木谷康祐を天に還しバトルボーナスをゲットした。10/4旅館水郷でのマットプロレスが開催。くいしんぼう仮面、タコヤキーダー、アルティメットスパイダーJr等が参戦。最強の練習生山田がデビュー。10/15米子映画事変ではガイナタイガーが矢野を下し、10/21でのタッグタイトル戦を要求。矢野はこれを受理。SWA次期挑戦者決定トーナメントはセーフティこうきが信彦をクロスファイヤーで下し優勝。現王者木谷にダラズマニアでの挑戦を表明するが、木谷は11/3夢みなとタワーでのタイトル戦を要求した。10/21ねぎ来まつりpresents米子市文化ホール大会。メインイベントで矢野山口が初防衛に失敗。ガイナタイガーレイファルコン組が第12代山陰統一タッグ選手権者となる。11/3境港夢みなとタワー「Road to ダラズマニア」が開催。バルドルがラウザからシングルで勝利、COW佐伯が因幡のバッファローからピンフォールなど波乱の連続。原口信彦が矢野山口を下し、ダラズマニアでのタッグタイトル挑戦を表明。セミファイナルは珍獣サンダーライガーとGがシングル。引退前最後のシングルであったが不穏な空気。最後はポールシフト式エメラルドフロウジョンでGが勝利した。試合後何か言葉を交わし、ライガーは四方に礼をして退場。メインイベントは木谷康祐が防衛に失敗、セーフティこうきが第8代山陰統一王者となる。試合後、COW佐伯がダラズマニアでのタイトル挑戦を表明した。Gと因幡のバッファローがダラズマニアでFREEDOMSとの対抗戦を発表。対戦相手はGENTARO、新井健一郎。11月12日はふれあいの郷かあらやま、高麗体育館でバルドルの凱旋興行。COW佐伯は信彦を下しトーナメントの借りを返し、G＆ライガーは最後のタッグを楽しんだ。烏天狗バルドルと高麗山武蔵とDAISENの3WAYマッチはバルドルが勝利。故郷に錦を飾った。
12月24日、倉吉未来中心「ダラズマニア2017」が開催。会場の廊下にはだらず選手ののぼりが立ち、会場は左右のゲートがあるビッグマッチ使用であった。チケットは1500円（330人超満員札止め）。第一試合から試合は沸きに沸きまくった。第一試合はラウザが原口に貫禄の勝利。第二試合はイケテるプロレスが山田と謎の美女を連れノリノリの入場。DAISUKEは自撮り棒で自在に試合を撮影した。最終的にイケテる技でイケテないやつを5分で片付けた。第3試合は乱魔、木谷組がノータッチルールをうまく利用して一気に勝利。新生ダイバルは王座陥落した。
珍獣サンダーライガー引退試合は一人2分1本勝負の4人がけという試合とアナウンス。1人目はOPGのクレイジーH。二人目は松江だんだんプロレス、裸一貫。3人目はALLマイティ井上。4人目はキムヨッチャン。ところがキムヨッチャンは入場だけで2分を使いきり、引退セレモニーのリハーサルをやり、わけのわからない綺麗ごとを連発して退場。これでは引退できない、とライガーがマイクしたときにだらずプロレス全員が対戦相手としてスクリーンに映され、だらずプロレス選手全員がリングにあがり攻撃、全員でフォールし3カウントを聞いた。その後、実父からの花束をもらい「また会う日まで」を熱唱し、テンカウントゴングで引退した。鳥取だらずプロレスvsプロレスリングFREEDOMSの対抗戦。G、因幡のバッファローともに新コスチュームで登場。新井健一郎、GENTAROが入場後マイクで鳥取を罵った。怒りのGとバッファローはゴング前に奇襲するがGがつかまる。FREEDOMSはテクニックと狡猾さで圧倒的に試合を支配するが、最後はGのエメラルドフロウジョンでアラケンが沈む。試合後、GはGENTAROとの一騎打ちを表明した。セミファイナルは王者組（スターチェイサー）が初防衛に成功。メインイベントは生歌入場したCOＷ佐伯と王者セーフティこうき。同期対決はまさに死闘となりセーフティこうきが防衛。だらずダーでダラズマニアうまい棒がリング上からプレゼントされた。

### 2018年
2月18日、倉吉パープルタウンで「だらずファン感謝デー」が開催された。原口知弥が豪円山とマンガ王国タッグに挑戦するも敗北。進学のため欠場を発表した。メインイベントではラウザ、バルドルvsセーフティこうき、因幡のバッファローが行われ、バルドルが技を失敗しながらもセーフティから勝利。バルドルはタイトル挑戦を宣言するが、セーフティ、バッファロー、COW佐伯、木谷や実況席の橋本、古川も認めず、不穏な空気が流れたまま、終了した。ファン投票は同率3位がセーフティこうき、COW佐伯、因幡のバッファロー、2位がラウザ、G、1位がガイナタイガーであった。
3月4日、日南町道の駅にちなん日野川の郷で初の日南町での試合が行われた。メインイベントではスターチェイサーがタイトルを防衛した。
4月29日、米子市観光センター、練習生二人によるプレデビュー戦が行われた。LaLa☆Kとカルロス大原は5分時間切れで終了。第2試合のいざこざで6周年大会での矢野VS山口が決定。メインではファン投票上位者マッチとしてラウザ、セーフティこうき vs COW佐伯、ガイナタイガーが行われた。試合はセーフティこうきが勝利。ガイナタイガーがタイトルに挑戦表明。COW佐伯も表明するが、早すぎるとの理由で断られる。すると欠場中の木谷が登場。自分のリマッチ権を佐伯に譲ることに。これでタイトルマッチは3wayで行われることになった。
6月3日、境港夢みなとタワー6周年記念興行が開催された（観衆約300人）。LaLa☆Kがデビュー。第2試合では三富が恒例の遅刻。試合開始後5分経過して登場。リング上でコスチュームに着替え、棚ボタを一蹴した。第3試合では、旗揚げ興行に参加した冨永真一郎、オーソチンエイリースが登場。大いに観客を沸かせた。矢野俊治vs山口謙吾は壮絶な試合の末、矢野がレフェリーストップで山口を下した。試合後、二人は和解するも、タッグは解消。メインイベント山陰統一選手権ではレフリーが巻き添えを食らった末にラダーが持ち込まれ試合は荒れた展開に。ガイナタイガーがエプロンからのティヘラを狙うもCOWが場外パワーボムで切り返す。COWはイスをリング内に入れ、レフリーがイスに気を取られている隙にセーフティをスレッジハンマーで殴打、そのまま丸め込み勝利した。試合後、木谷をスレッジハンマーで殴打。クアルキエラからの離脱、全方位への宣戦布告を宣言。去り際に「正規軍の中に裏切り者がいるぞ」と嘯き去った。
6月17日、米子市観光センター。木谷康祐がラウザを相手に復帰。メインイベントではCOW佐伯がパートナーとしてX（原口知弥）を引き連れ襲撃。ガイナタイガー、因幡のバッファローを圧倒した。試合後、８/5乱魔がSWAタイトルに挑戦表明。COW佐伯は「裏切り者は一人じゃない」とつぶやき去った。
7月21日、フェスティバルディアマスミズが行われた。Gは矢野をパートナーにラウザ、因幡のバッファロー相手に復帰。ラウザがGから勝利。ラウザは「まだ本気じゃない。お前を意識している」とGに対抗する発言。初代鳥取だらず級タイトルマッチはエニィウエアフォールマッチで行われ、ますみず天空リフトやフラフープ、あめ探しなどの試練を乗り越え、DAISUKEが勝利。控え室で寝ているところを大塚りんに押さえ込まれ王座が移動した。
8月5日、打吹祭り、原口がX（DAISEN）のアシストで勝利。だらず級王座を獲得。松山勘十郎が参戦。メインイベントでは乱魔がSWAタイトルに挑戦。猛攻を見せるも、介入からのスレッジハンマーでCOW佐伯が勝利。防衛に成功。試合後、レイ・ファルコンが次期挑戦者に名乗りを上げた。
8月19日、北英砂丘祭り。登坂楓羚恋がデビュー。原口、DAISEN組が木谷、山口組から勝利。9月9日に米子市観光センター大会でまんが王国とっとりタッグに挑戦表明。
因縁の棚ボタと三富のエニウェアマッチは車で引かれた三富が逆転勝利。メインイベントではワールド女子プロレスディアナから井上京子、ジャガー横田が参戦。
Gがジャガー横田のトップロープからのかかと落としで敗北した。8月26日は福祉の里祭り真面目プロレスがバトルロイヤルに参加した。９月９日は米子市観光センターの定期戦。ラウザvsGは絶妙の首固めでラウザが勝利。Gにタッグ結成を呼び掛けるが、拒絶される。Gは条件付きで次の試合を勝利したらタッグを結成すると提案。まんが王国とっとりタッグは毒霧からのハリケーンドライバーで原口＆DAISENが10代王者に。試合直後に木谷がだらず級タイトルに挑戦。丸め込みで勝利。1試合でタイトルが2つ移動した。メインイベントはCOW佐伯が勝利。ガイナタイガーがレイファルコンを叱責。COWがガイナタイガーを勧誘した。
10/21農と食のフェスタ。第一試合ではバッファロー、登坂vs木谷、LaLa☆Kが行われ、木谷が登坂に逆エビで勝利。試合後に木谷が登坂に赤いベルト挑戦を促し、急遽、縄跳び対決でタイトル戦が行われ、登坂が勝利。第5代だらず級王者となった。第二試合では矢野がセーフティに勝利。前王者に勝った矢野は52歳までにベルトを巻きたいと意欲を話した。メインイベントでは試合中にレイファルコンがパートナーのガイナタイガーを椅子で攻撃。レイファルコンはマスクを脱ぎ「藤原タクヤ」としてガイナタイガーに決別！3人に攻撃されるガイナを救出に来たのは木谷。そのまま2対3のハンデ戦でゴング。最後は藤原タクヤがガイナを沈める。
11月10日と11日は米子市観光センターで2連戦。10日は初の夜興行。カルロス大原が再デビュー。続く2試合目ではラウザがGに勝利したらタッグを組む条件の試合。Gがラウザをランニングエルボーで沈めた。タッグ結成ならず！と思われたその時、マツモトカズマサが登場。マツモトカズマサの思いと強い希望でGとラウザがタッグ結成。チーム名は「carpediem」。藤原タクヤとガイナタイガーの遺恨戦はガイナタイガーが覚醒。自ら椅子をリングに入れるが逆に暗闇脳天で敗北。なおもガイナを痛めつける藤原に対し木谷康祐が救出に。そのままメインイベントに突入。COW佐伯がタイトルを防衛した。そして自らの軍団を「Center of Universe」と発表。そこに矢野が登場。11日でタイトル挑戦を表明した。その後、乱魔が登場。木谷に対しガイナタイガーの加入を認めないと挑発。11日に対戦することに。
11月11日、第1試合で乱魔、DAISUKEvsガイナタイガー、木谷康祐が対戦。木谷が乱魔に敗北。試合後、乱魔は木谷に対して対戦要求。ダラズマニアでのシングルが決定。第二試合では登坂がだらず級タイトルを防衛。第3試合ではマツモトカズマサが先走って作ったそろいのコスチュームでG＆ラウザが登場。セーフティこうき、因幡のバッファローを撃破した。試合後、ダラズマニア2018にて行われる因幡のバッファロー25周年記念試合に道頓堀プロレスのTORU、ツバサ、マグニチュード岸和田の参戦が決定。パートナーはG＆ラウザに決定した。メインイベントではCOW佐伯が凶器攻撃により反則裁定で負けるが、規定により王座は移動せず。そこに松葉杖の山口健吾が登場。ダラズマニア2018でのタイトル挑戦を表明した。
12月23日、境港ゆめみなとタワーで「ダラズマニア2018」が開催された。試合前に山口謙吾と古川代表が登場。山口謙吾の右膝の負傷でメインイベントは中止。第1試合では25周年記念試合としてバッファローが登場。セーフティこうきを沈めた。
第2試合では登坂がだらず級ベルトを防衛。第3試合ではDAISUKEの負傷欠場によりガイナタイガーはハンデ戦となったがダイナマイトキッドの遺志を継ぎ、勝利。
第4試合では木谷VS乱魔の遺恨戦が実現。乱魔が勝利し、クアルキエラ継続を宣言した。セミファイナル、バッファローデビュー25周年記念試合として道頓堀プロレスのTORU、ツバサ、マグニチュード岸和田が登場。ラウザ＆Gのカルペディエム、因幡のバッファローが迎え撃った。岸和田のラフ攻撃に荒れた試合となり、ラストライドで岸和田が因幡のバッファローから勝利。試合後、バッファローは「悔しい。30周年はでっかいところでシングルやります。」と宣言。
メインイベントは山口謙吾のテーマ曲で矢野が入場。COW佐伯はCoU軍団を使いレフェリーを攻撃。無法地帯となる。そこにフルスイング岩田が登場。セコンドを退場させると1対１の勝負に。猛攻を耐え忍んだ矢野が膝を叩き込み勝利。矢野が第10代山陰統一王者となった。

### 2019年
だらず最強タッグリーグが２/2～6/9で開催されることが発表された。エントリーチームは”セーフティこうき＆因幡のバッファロー”、”藤原タクヤ＆ＣＯＷ佐伯”、”原口知弥＆ＤＡＩＳＥＮ”、”ラウザ＆Ｇ”、”木谷康祐＆ガイナタイガー”。
2月2日、赤穂大会「だらず最強タッグリーグ」が開幕。開幕戦はセーフティこうき＆因幡のバッファローvs藤原タクヤ＆ＣＯＷ佐伯。正規軍コンビが勝利。メインイベントでは赤穂独自のストーリーがついに終焉した。
2月17日、米子市観光センター、だらず最強タッグリーグ公式戦はカルペディエムVSCOU。COUのラフファイトにも負けず、Gが原口を電光石火のトルネードクラッチで丸め込み勝利。3月2日は米子市淀江文化センターさなめホールで「とっとり元気フェス２０１９」の中で試合が行われた。第1試合ではGが登坂をサソリ固めで下し第6代だらず級王者となる。メインイベントでは原口が矢野を下し、タイトル挑戦を表明した。
3月17日、倉吉パープルタウンにてだらずファン感謝デーが行われた。宮原検討中が山陰初登場。満場一致の最低コールを引き出した。メインイベントのだらず最強タッグリーグ公式戦のCOU対決は原口がCOW佐伯からピンフォール勝ち。原口の7周年記念大会でのタイトル挑戦が決まった。2019年ファン投票は1位ラウザ、2位COW佐伯、3位ガイナタイガーであった。
4月29日、とりぎん文化会館小ホールにて「7周年記念大会」が開催された。初の鳥取市でのホール興業であった。第1試合では瀧本大恋愛がデビュー。カルロス大原と棚ボタ弘至のシングルマッチは2分を切る凄惨な試合となった。セミファイナル、だらず最強タッグリーグ公式戦は大熱戦の末、鳥取師弟コンビが勝利。マイクで万感の思いを伝えた。メインイベントでは矢野俊治が原口知弥を下し、初防衛に成功した。
5月12日、倉吉パープルタウン。DAISENとバルドルの元タッグチームのシングルマッチが実現。DAISENが凶器攻撃から勝利。遺恨は続く。矢野俊治と大塚りんの試合は急遽山陰統一選手権試合に変更。大塚のだまし討ちも矢野には通じず、王者が2度目の防衛に成功。セミファイナルではバラエティに富んだ攻防が繰り出され、DAISUKEが登坂に丸め込まれ敗北。メインイベントではだらず最強タッグリーグ公式戦、カルペディエムとCOUの対決。スレッジハンマーからの暗闇脳天で藤原がGから勝利。この時点でカルペディエム、藤原＆佐伯組の優勝は消滅。残るは原口＆DAISENと鳥取師弟コンビの試合を残すのみとなった。
5月18日米子市観光センターにて米子ジムとの合同興行が開催された。米子ジムはチームKID（松江市）との対抗戦を四試合行った。矢野俊治は松江だんだんプロレスの刺客、野津朋也と急遽タイトルマッチに。腕ひしぎ逆十字固めで勝利し、3度目の防衛に成功。メインイベントではGがCOW佐伯を下し興行は大団円に終わった。
６月15日米子市観光センター大会。だらず最強タッグリーグ最終戦。メインイベントは原口＆DAISENがベルトを因幡のバッファロー＆セーフティこうきがCOU入りを掛けて優勝決定戦を行った。COUの介入があったが、因幡のバッファロー＆セーフティこうき組が全勝で優勝。同時に第１１代まんが王国とっとりタッグ王者となった。エンディングでしゃんしゃん祭りでの興行、そしてSWAタッグの奪還をバッファローがアピールした。
７月６日皆生海開きプロレスが皆生温泉海水浴場で砂浜の上にリングを設置し行われた。海開きということもあり、選手たちは最終的に海に飛び込み、砂まみれで戦った。７月２８日がいな祭り。湊山公園に８年ぶりにプロレスが帰ってきた。メインイベントは木谷が復帰。Gを下しだらず級タイトルへの挑戦を表明した。８月４日打吹祭り。矢野俊治が乱魔に敗北、シングルタイトルへの挑戦を表明。広島のレッスルゲート、HANZOとビクトリー上海が参戦。セーフティこうき、因幡のバッファローが団体対抗戦。今回もだらずプロレスの敗北。８月１３日鳥取しゃんしゃん祭り。リングネーム公募から「しゃんしゃんマスクJr」が登場。大いに観客を沸かせた。８月１８日は北栄砂丘祭り。OZアカデミーからアジャコングが参戦。プロレスリングWAVEから桜花由美が参戦した。原口知弥が裏拳でアジャコングに敗北。原口の一斗缶攻撃はアジャコング公認となった。
８月２５日東郷湖ドラゴンカヌー大会。鳥取だらず級タイトルマッチ。木谷の提案で赤ちゃんハイハイレースから始まったが、最終的にエニゥエアマッチとなり、東郷湖に飛び込んだ末、桟橋での丸め込みでGが勝利。
8月31日は福祉の里まつり。第一試合では紅夜叉のオマージュである「売れない夜叉」が登場。対するはダンプ原口。最終的にダンプが勝利した。メインイベントでは矢野俊治が乱魔の膝攻めに苦戦するも回転エビ固めで勝利。4度目の防衛を果たした。
9月7日イオン鳥取北セントラルコート大会。「鳥取県民の日」啓発イベント。10月6日付で事情により山陰を離れるラウザが鳥取だらずプロレス退団を発表、フリーとなる。9月29日クローズドイベント。10月14日鳥取大丸屋上にて興行。
10月20日は農と食のフェスタ。HANZOとセーフティこうきのシングルマッチはこうきの敗北。ダラズマニアでのタイトルマッチが決定。矢野俊治とミステリコヤマトのSWAタイトルマッチは矢野が防衛。最多防衛タイとなる5度の防衛に成功。10月26日、27日は高円寺フェス。迷探偵タナン君が東京上陸。11月2日は琴浦サービス付き高齢者住宅での興行。タッグマッチで藤原が矢野から勝利。11月30日の米子市観光センターでのタイトルマッチが決定。11月23日は生きいき日野ふれあいまつり。嵐弾次郎が初参戦。11月30日は第1回明治っ子元気はつらつまつりでプロレスリングZERO1と合同興行。
11月30日米子市観光センター「Road to ダラズマニア」。山口謙吾が復帰。ジェントル田中が登場、棚ボタ弘至に挑戦状をたたきつけた。メインイベントでは藤原タクヤが矢野俊治を下し、第11代山陰統一王者となる。試合後、山口謙吾がダラズマニアでタイトル挑戦決定。
12月23日米子産業体育館にて「ダラズマニア2020」が開催された。第1試合では大塚りんが原口を悩殺勝利。第2試合では田中率いる鳥取ザジェントルマンプロレスリングが登場。イケてるプロレスと対抗戦。ジェントル田中が破れ、鳥取ザジェントルマンプロレスリングは解散。第三試合は照明が落ち、謎のレスラー「ヒノバシ」が登場。瀧本大恋愛を絞殺した。第4試合は松江だんだんプロレスの持つSWAのタッグベルトに挑戦するG、パートナーはなんと珍獣サンダーライガー。なんやかんやいろいろあって最終的に丸め込みでG＆ライガーが勝利。セミファイナルはHANZO率いるレッスルゲートがまんが王国とっとりのベルトに挑戦。鳥取市師弟コンビが辛くも勝利。メインイベントでは藤原タクヤと山口謙吾の山陰統一選手権試合。藤原の猛攻を受け切り山口謙吾が勝利した

### 2020年
1月5日米子市観光センターで新春興行が行われた。第1試合ではGとCOW佐伯が初シングル。ハンマーで強襲し反則負けになるもだらず級タイトルへの挑戦を表明するCOW佐伯。Gは拒否。NGムーブバトルロイヤルもあり。楽しく興行は終わった。2月11日恒例の「だらずファン感謝デー」が行われた。第1試合では柊太がデビュー。第2試合のG＆珍獣ｖｓ木谷＆DAISUKEの試合は山陰統一選手権試合となり、エニウエアルールで行われた。最終的にバスに4人とも乗り込み試合続行不可能となり防衛した。メインでは嵐弾次郎がバッファローに玉砕した。
新型コロナウイルス感染症の影響で試合予定がほぼ中止になるなか、7月19日鳥取大丸屋上で久しぶりの興行。9月27日は倉吉パープルタウン駐車場で「BEER＆SAKEin倉吉」開催。10月3日岡山駅前での興行。OPGからグレートムタイガー選手などが参戦。大いに盛り上がった。
11月8日米子市観光センターで「8周年記念大会」が開催。第1試合では約1年2か月ぶりにガイナタイガーが復帰。第2試合では鳥取市師弟コンビと藤原＆DAISEN組が激突。藤原が破れるもDAISENが試合後ベルトで王者組を殴打し持ち去ってしまう。王者組は挑戦表明ととり、ダラズマニアでの対戦を決定。第3試合は原口vs嵐弾次郎。強烈な肉弾戦の末、原口が勝利。山口にタイトル挑戦を迫る。メインイベントでは反則裁定なしのだらず級タイトルマッチGvsCOW佐伯が行われた。凶器攻撃何でもありのハードコアな試合となるが最終的にGがCOW佐伯をテーブルの上に雪崩式エメラルド葬。だらず級タイトルの格を上げたいと来年シングルでのトーナメント開催を決定した。
12月６日米子市観光センターで”ダラズマニア2020”が開催された。第１試合では久しぶりのクラルキエラが勝利、第２試合ではMMAマッチ、大塚りんvs棚ボタ弘至があり棚ボタが勝利。SWA認定山陰統一タッグ選手権試合ではミゼットレスラー”プリティ太田”、”ブッタマン”が登場。G＆珍獣ライガーと対戦。鳥取に笑いとノーマライゼーションを伝えてくれた。まんが王国とっとりタッグ選手権試合ではDAISEN、COW佐伯組が勝利、メインイベントでは原口知弥が山口謙吾を破り第13代山陰統一選手権者となった。

### 2021年
3月21日米子市観光センターで「だらずファン感謝デー」開催。9周年記念大会から始まるだらず最強トーナメントの抽選が行われた。第1試合では変面おじさんが登場。COUがメインイベントでXを投入。Xは弾女郎。セーフティこうきを血祭りにあげて怪気炎。4月11日とりぎん文化会館梨花ホールで行われた。全6試合のうち5試合はだらず最強トーナメント1回戦。矢野vsガイナタイガーは矢野の勝利。山口vs原口は原口の勝ち。佐伯vsGは佐伯の勝利。第4試合では白塗りおじさんが登場。変面おじさんが棚を下す。大恋愛vsセーフティこうきはセーフティこうきの勝利。メインイベントの藤原タクヤvs因幡のバッファローは時間切れ引き分けの末、延長戦で藤原の勝利。6月6日はわらべ館でクラウドファンディング支援者限定興行。この日しか見れないレスラーがたくさん出場した。6月13日は地域防災☆助け愛の輪を広げようイベントで天満屋ホールで行われた。トーナメント1回戦のDAISENvs弾女郎はレゴブロックをぶちまけてDAISENの勝利。メインイベントでは防災グッズを使用し正規軍が勝利。この模様はYahooニュースでも報道された。8月29日米子市観光センター。トーナメント2回戦はセーフティこうき、矢野俊治、原口が勝利。この3人で三つ巴戦が行われる。10月3日チュウブYAJINスタジアムでガイナーレ鳥取とのコラボ興行。DST三つ巴戦、セーフティこうきvs原口知弥は原口の勝利。10月31日は米子市観光センターでの興行。第一試合ではセーフティこうき、登坂がハロウィン仕様でダンスした。試合に勝利した山口はCOW佐伯のもつまんが王国タッグへの挑戦を表明。DST三つ巴戦、原口知弥vs矢野俊治は原口の勝利。この結果によりDST優勝は原口となった。現チャンピオンが優勝したため、挑戦権利書を原口が破壊した。11月21日Axisバードスタジアムでガイナーレ鳥取とのコラボ興行。SWA認定山陰統一選手権次期挑戦者決定時間差バトルロイヤルを開催。最初に入場したガイナタイガーが最後まで残り優勝。次期挑戦権を手にした。11月27日は米子映画事変。米子市文化ホールで行われた。ガイナタイガーは因幡のバッファローと対戦、シングル勝利しタイトル挑戦に弾みをつけた。まんが王国タッグに挑戦表明した山口はパートナーに矢野を指名。ダラズマニアでの挑戦を決めた。
12月12日米子天満屋ホールにてダラズマニア2021が開催された。第１試合では木谷康祐が久しぶりに登場。カルロス大原相手に勝利。第二試合では棚ボタ弘至がサムゴーセンチャーイという名の松浦金作にKO勝利。第3試合ではキャプテンフォールマッチとなり登坂が藤原から大金星を挙げた。SWA認定山陰統一タッグ選手権試合は3組とのガントレットマッチ。1組目は大怪獣。2組目はアマレスの猛者。無難に防衛するも3組目はDBサザンクロス。DAISUKE・バルドルが登場。チャンピオンの意地でGが決めて防衛。4度目の防衛を果たした。まんが王国タッグタイトルマッチは介入を退けヤノヤマグチが戴冠。メインイベント、SWA認定山陰統一選手権試合はハードコアな展開となるがガイナタイガーが原口を下し、10年目にして初戴冠。来年1月31日で閉館するホープタウンでの試合をチャンピオン権限で要求した。

### 2022年
１月２３日米子市ホープタウン大会が開催された。ホープタウンは１月３１日に閉店を迎えるため、今回が最後のチャンスとなる。雨天決行された。メインイベントではホープタウン小西会長にゆかりのあるガイナタイガーが勝利。小西社長への報告をした。２月２０日は八頭での大会が予定されていたが、新型コロナウィルスの感染拡大のため中止。3月27日は鳥取大丸屋上大会。第１試合では試合後、山口健吾が１０周年記念大会でのミステリヤマトとの対戦を希望。まんが王国鳥取タッグでの試合を要求した。第二試合では鳥取だらず級タイトルマッチが行われ、セーフティこうきがGを破り第7代王者となる。試合後に10周年記念大会での対戦相手をCOW佐伯と指名。メインイベントではライガーがCOW佐伯を下す。試合後、ガイナタイガーが10周年記念大会でのタイトルマッチを藤原卓也を指名。決定した。
4月17日とりぎん文化会館小ホールにて「鳥取だらずプロレス10周年記念大会」が行われた。第一試合では冨永真一郎、松山勘十郎、原口知弥とラウザ、G、珍獣サンダーライガーが対戦。CARPEDIEMが久々に揃った。珍獣ライガーが松山勘十郎から3カウントを奪った。
第二試合ではバルドル、DAISUKE、木谷康祐が久しぶりの登場。木谷康祐がウィルスミスで登坂をアシストし、勝利した。第三試合は佐藤耕平、岩崎永遠が棚ボタ弘至、因幡のバッファローと対戦。休憩後、アントキの猪木がサプライズで登場。
第4試合では矢野俊治、山口健吾がミステリコヤマト、スサノオキッド相手にまんが王国とっとりタッグタイトルを防衛した。セミファイナルでは鳥取だらず級選手権試合ノーギブアップマッチで行われた。セーフティこうきがCOW佐伯に敗北、COW佐伯が第8代王者となった。
メインイベントではガイナタイガーが34分25秒の死闘の末、藤原タクヤを下し、初防衛に成功。10周年記念大会はアントキの猪木とのだらずダーで終焉した。
6月12日八東運動公園にて久しぶりの八頭興行。Gが棚ボタ、セーフティ、ライガーをトラックで轢いた。COW佐伯が大塚りん、登坂を相手にだらず級タイトルを防衛。6月19日はYAJINスタジアムで試合。7月24日は米子市観光センターでの興行。カルロス大原が矢野山口にタッグタイトル挑戦を表明。パートナー不在のため断られる。COW佐伯と原口が9/11でのシングル決定。ガイナタイガーが暴走し、一人で興行を占める。8月21日は北栄砂丘まつり。新根室プロレスからアンドレザ・ジャイアントパンダが登場。
9月11日は夢みなとタワー。５大シングルマッチが行われた。Gvs藤原タクヤは藤原がマスクをはぎ勝利。カルロス試練の7番勝負3戦目はガイナタイガー。ガイナタイガーはきつめの言葉で試練の勝負を続けるのかと問うた。メインイベントCOW佐伯vs原口は激闘の末、原口の勝利。COU解散を突きつけ、メンバーも解散を選び佐伯を襲撃。失意のCOWにセーフティが手を差し伸べるが手を払われる。9月24日はOUランド秋祭り。その夜、OUランド閉店後に温泉プロレスを決行。閉店後のOUランドで暴れた。この模様は岩ちゃんのチャンネルで生配信された。10月8日YAJINスタジアムでは試合後に岡野GMがリングインした。10月15日第11次米子映画事変。10月29日30日は3年ぶりの高円寺フェス。30日には代表のGのつてで社会人プロレス団体CWPartyの選手が参加した。11月3日はしらかた元気フェス。11月6日は中山温泉で８４１らーめん20周年記念大会が行われ、８４１ラーメンマンが登場した。11月26日はみなとテラスで試合。カルロス大原と瀧本大恋愛がタッグ結成。12月28日はダラズマニア2022が米子天満屋てんまやホールにて開催。

### 2023年
2月12日夢みなとタワーで開幕。3月12日3年ぶりとなるパープルタウンでのファン感謝デーの開催。ダラズ最強タッグリーグの開催を発表。4月9日とりぎん文化会館小ホールにて11周年記念大会を開催。タッグリーグ参加チームは「スターチェイサー」ガイナタイガー＆例ファルコン、「サンダーボルツ」セーフティこうき＆COW佐伯、「W‘ストローク」瀧本大恋愛、カルロス大原、「原口牧場」原口知弥＆X、「ヤノヤマグチ」矢野俊治＆山口謙吾、G＆珍獣サンダーライガーの6チーム。
4月16日にはTSK山陰放送のかまいたちの掟の「掟大感謝祭」に出演。かまいたちの二人と試合をした。
3月未明、木谷康祐が病死。6月25日にてんまやホールにて木谷康祐追悼興行が行われた。
夏は7月30日八東運動公園、8月14日しゃんしゃん祭り。8月19日がいな祭り。8月20日北栄砂丘祭り。9月9日福祉の里祭りと例年通りの夏シリーズを駆け抜けた。9月18日はパープルタウン。6月18日、10月1日ともにYAJINスタジアム。10月8日は初の燕趙園。10月22日は農と食のフェスタ。10月28，29日は高円寺フェス。白ネギおじさんが登場した。
ダラズマニア2023は天満屋ホールで。サンダーボルツ対スターチェイサーは35分越えの死闘の末、サンダーボルツが優勝。ヤノヤマグチとのタイトルマッチが決定。

### 2024
1月27日米子市観光センターで開幕。白ネギおじさんとガイナタイガーのSWAタイトルマッチが行われ、ガイナタイガーの勝利。
3月20日パープルタウンでだらずファン感謝デー開催。メインイベントではヤノヤマグチがサンダーボルツにタイトル防衛。
その後、Gがスターチェイサーに加入。3月31日にYAJINスタジアム。4月21日に道の駅にちなん日野川の郷。2024年4月28日鳥取産業体育館にて13周年記念興行。ギガンテス藤田がデビュー。G、レイファルコン組がヤノヤマグチを下し14代王者に。メインイベントではセーフティこうきがガイナタイガーに挑戦。熱戦の末ガイナタイガーが防衛に成功。5月18日は明治小学校。7月7日はみとくまつり。7月14日は米子市観光センター。レイファルコンがCOW佐伯を相手に赤いベルトを防衛。8月16日は江尾１７夜前夜祭。レイファルコンが右足を負傷。長期欠場となる。8月25日は北栄砂丘祭り。ゲストは山田邦子。

## タイトル

### SWA
SWA（山陰レスリング同盟）が認定している鳥取だらずプロレスと松江だんだんプロレスの統一王座。SWAは山陰のプロレス好きが結成したプロレスを応援する団体。
- SWA認定山陰統一王座

1. G
2. クラッシャー村松（松江だんだんプロレス）
3. 木谷康祐
4. ラウザ
5. マツエ・デラックス（松江だんだんプロレス）
6. G
7. 木谷康祐
8. セーフティこうき
9. COW佐伯
10. 矢野俊治
11. 藤原タクヤ
12. 山口謙吾
13. 原口知弥
14. ガイナタイガー

- SWA認定山陰統一タッグ王座

1. 木谷康祐&ガイナタイガー
2. DAISEN&マツエ・デラックス（松江だんだんプロレス）
3. 矢野俊治&山口謙吾
4. DAISUKE&バルドル
5. ALLマイティ井上（松江だんだんプロレス）&マツエ・デラックス（松江だんだんプロレス）
6. グレートカグラ（松江だんだんプロレス）&GIANTJOKER（松江だんだんプロレス）
7. ALLマイティ井上（松江だんだんプロレス）&ダイナマイト☆カドワキ（松江だんだんプロレス）
8. COW佐伯&木谷康祐
9. ALLマイティ井上（松江だんだんプロレス）&ダイナマイト☆カドワキ（松江だんだんプロレス）
10. ラウザ&セーフティこうき
11. 矢野俊治&山口健吾
12. ガイナタイガー&レイ・ファルコン
13. kozzy&マツエ・デラックス（松江だんだんプロレス）
14. G&珍獣サンダーライガー

### TDF
鳥取だらずプロレスが認定している王座。タイトルマッチは通常ルール以外の試合形式で行い挑戦者がルールを指定できる。王者は相手の挑戦を断ることができない。
- TDF認定鳥取だらず級チャンピオンシップ

1. DAISUKE
2. 大塚りん
3. 原口知弥
4. 木谷康祐
5. 登坂楓羚恋
6. G
7. セーフティこうき
8. COW佐伯
9. 原口知弥
10. レイファルコン

### BSS
BSS山陰放送が認定している王座。挑戦者は鳥取県民限定。
- BSS認定まんが王国とっとりタッグ王座

1. 木谷康祐&ガイナタイガー
2. DAISEN&マツエ・デラックス（松江だんだんプロレス）
3. 矢野俊治&山口謙吾
4. DAISUKE&バルドル
5. 藤原卓也&ガイナタイガー
6. マツモトカズマサ&G
7. COW佐伯&DAISUKE
8. DAISEN&バルドル
9. 乱魔&木谷康祐
10. 原口知弥&DAISEN
11. 因幡のバッファロー&セーフティこうき
12. DAISEN&COW佐伯
13. 矢野俊治＆山口健吾

## 所属選手
- 珍獣サンダー・ライガー（1999.6デビュー）（2017.12.24引退）
- G（1999.6デビュー）
- ガイナタイガー（2011デビュー）
- 小橋英明（2012.4.29入団）
- 牛骨ラーメンマン（2012.4.29デビュー）
- 怪人ラクダ男（2012.4.29デビュー）
- 山口謙吾（2012.4.29デビュー）
- 木谷康祐（2012.4.29デビュー）(2023.3.17死去)
- DAISEN（2012.6.10デビュー）
- 矢野俊治（2012.6.10デビュー）
- バルドル（2013.3.20デビュー）
- DAISUKE（2013.5.5デビュー）
- だらずキッド（2013.5.26デビュー)
- マツモトカズマサ（2014.5.4デビュー）
- COW佐伯（2015.6.21デビュー）
- ヨウスケ（2014.9.23デビュー）
- レイ・ファルコン→藤原タクヤ（2015.2.15入団）
- 大塚りん（2015.2.15入団）
- 豪円山武蔵（2015.2.15デビュー）
- セーフティこうき（2015.3.21デビュー）
- エル・セグリダード（2016.2.14デビュー）
- 田中隆介（2016.7.30デビュー)
- 砂丘らっきょう男（2016.10.29デビュー）
- 信彦（2017.3.5デビュー）
- 山田（2017.10.4デビュー）
- カルロス大原
- LaLa☆K
- 登坂楓羚恋
- しゃんしゃんマスクJr.
- 柊太

## スタッフ

### レフェリー
- ふじい翔ちゃん
- アキレス三宅
- フルスイング岩田
- レガース山口
- ウォーリー古川

### 実況
- カガミ
- 浅倉潤

## 歴代所属選手
- JADE（2015.12デビュー）
- ラウザ（2019.10デビュー）
- 因幡のバッファロー（2014.6.29入団）

## ユニット
Center of Universe
2018年6月3日、旗揚げ6周年記念大会からCOW佐伯が結成したヒールユニット。スレッジハンマーやメリケンサックなど凶悪な凶器を使用している。2022年9月11日に解散。
- COW佐伯
- DAISEN
- 原口知弥
- 藤原タクヤ
- 弾女郎

Cual Quiera
ダラズマニア2015より登場したユニット。ユニット名はスペイン語で「どちらでもいい」を意味する。
- 木谷康祐
- DAISUKE
- 乱魔（OPG）
- ガイナタイガー

Ecstasy of Gold
ダラズマニア2013より登場したヒールユニット。ユニット名はGの敬愛しているメタリカのライブ開演前に流れている曲「SE」に使用されている曲名から名づけられた。2017年5月28日に解散。
- G
- 山口謙吾（2016.12.4離脱）
- 矢野俊治（2016.12.4離脱）
- 大塚りん（2017.1.8離脱）
- マツモトカズマサ（2016.12.4離脱）

鳥取イケテるプロレス
ダラズマニア2017で登場したユニット。
- 棚ボタ"イケテる"弘至
- 時代を先取るDAISUKE

## タッグチーム
Carpe diem
2018年11月10日、マツモトカズマサを中心として結成した。チーム名の意味は「今を生きる」。
- G
- マツモトカズマサ
- ラウザ

鳥取市師弟コンビ
ダラズマニア2018にてシングルマッチを行った後、結成された鳥取市出身の師弟コンビ。
- 因幡のバッファロー
- セーフティこうき

Star Chaser
タッグチーム名は入場テーマ名より。2人のマスクもユニゾンしている。2018年10月21日に解散。
- ガイナタイガー
- レイ・ファルコン

矢野山口
タッグチーム名は、それぞれの名字から名づけられた。高校生の時からの信頼関係は強固で無敵。2016年現在、2人の年齢をたして99歳コンビとなる。2018年6月に解散。
- 矢野俊治
- 山口謙吾

加茂川エクスプレス
タッグチーム名は米子市に流れる加茂川に縁の深いことから名づけられた。木谷のヒールターンにより解散したが2019年に復活。
- ガイナタイガー
- 木谷康祐

## 山陰プロレス大賞
山陰レスリング同盟認定山陰プロレス大賞選定基準
1. 山陰で開催された興行で功績のあった者を表彰することにより山陰でプロレスの発展に寄与することを目的とする。
2. 賞の種類は次のとおりとする。1：最優秀選手賞、2：最優秀タッグ賞、3：新人賞、4：年間最高試合賞、5：特別賞、6：その他。前項第1号から第3号に規定する賞については山陰に本拠地を置くプロレス団体の所属選手から選出する。第1項第4号に規定する年間最高試合賞は山陰で行なわれた試合の中から選出する。また、その試合には山陰に本拠地を置くプロレス団体の所属選手が1名以上参加していなければならない。 第1項第5号に規定する特別賞は山陰でのプロレスの発展に寄与したプロレス団体と個人を選出して表彰する。第1項第6号に規定する、その他の賞は山陰レスリング同盟メンバーの協議により必要に応じて制定する。
3. 前条第1項に規定する各賞の選考は山陰レスリング同盟メンバー の協議により決定する。選考の結果は賞に値する該当者がいない場合は該当者なしとする。
4. この基準を変更もしくは、この基準に無い事項の決定等については山陰レスリング同盟メンバーの協議により変更する。

2012年
- 最優秀選手賞 : G
- 最優秀タッグ賞 : 木谷康祐&ガイナタイガー
- 新人賞 : ミステリコJr.（松江だんだんプロレス）
- 年間最高試合賞 : 2012年4月29日 G vs ミステリコ・ヤマト（松江だんだんプロレス）
- 特別賞 : 日高郁人（プロレスリングZERO1）[27]

2013年
- 最優秀選手賞 : ALLマイティ井上（松江だんだんプロレス）
- 最優秀タッグ賞 : DAISEN&マツエ・デラックス（松江だんだんプロレス）
- 新人賞 : DAISUKE
- 年間最高試合賞 : 2013年5月5日 珍獣サンダー・ライガー vs G
- 特別賞 : 朝倉潤[28]、ザ・じょうむ（松江だんだんプロレス）[29]

2014年
- 最優秀選手賞 : 木谷康祐
- 最優秀タッグ賞 : 矢野俊治&山口謙吾
- 新人賞 : マツモトカズマサ
- 年間最高試合賞 : 2014年11月2日 珍獣サンダー・ライガー vs G
- 特別賞 : ALLマイティ井上（松江だんだんプロレス）、グレートカグラ（松江だんだんプロレス）、スサノオキッド（松江だんだんプロレス）[30]

2015年
- 最優秀選手賞 : マツエ・デラックス
- 最優秀タッグ賞 : 藤原卓也&ガイナタイガー
- 新人賞 : COW佐伯
- 年間最高試合賞 : 2015年12月8日 マツエ・デラックス（松江だんだんプロレス） vs クラッシャー村松（松江だんだんプロレス）
- 特別賞 : 児玉千鶴（中華料理「白龍」）[31]

2016年
- 最優秀選手賞 : マツエ・デラックス（松江だんだんプロレス）
- 最優秀タッグ賞 : ラウザ&セーフティこうき
- 新人賞 : 原口知弥
- 年間最高試合賞 : 2016年12月4日 因幡のバッファロー（MAKAI、いたばしプロレスリング兼任所属） vs マツエ・デラックス（松江だんだんプロレス）
- 特別賞 : 宇津宮卓也（松江だんだんプロレス）[32]

2017年
- 最優秀選手賞 : ガイナタイガー
- 最優秀タッグ賞 : レイ・ファルコン&ガイナタイガー
- 新人賞 : 該当者なし
- 年間最高試合賞 : 2017年12月24日 COW佐伯 vs セーフティこうき
- 特別賞 : 珍獣サンダー・ライガー[33]